# Аарон Палушай
Аарон Палушай (англ. Aaron Palushaj; нар. 7 вересня 1989, Лівонія) — американський хокеїст, крайній нападник. В минулому гравець збірної команди США.

## Ігрова кар'єра
Хокейну кар'єру розпочав 2005 року в ХЛСШ виступами за клуб «Де-Мойн Баккенірс».
2007 року був обраний на драфті НХЛ під 44-м загальним номером командою «Сент-Луїс Блюз». 
3 квітня 2009 уклав трирічний контракт з «Блюз». Після двох років виступів за студентську команду Університет Мічигану Аарон два роки виступав за фарм-клуб «Сент-Луїсу» «Пеорія Рівермен».
3 березня 2010 американця обміняли на Метта Д'Агостіні «Монреаль Канадієнс». Більшість часу Аарон відіграв також за фарм-клуб «Гамільтон Булдогс». 17 березня 2011 Палушай провів першу гру в НХЛ проти «Тампа-Бей Лайтнінг».
У сезоні 2011–12 американець відіграв 38 матчів за «канадців» та одного разу відзначився у грі проти «Нью-Йорк Айлендерс».
12 липня 2012 Палушай уклав з «канадцями» однорічний контракт. Під час локауту в сезоні 2012–13 захищав кольори «Гамільтон Булдогс». У тому ж сезоні монреальці обміняли його до клубу «Колорадо Аваланч». 11 лютого 2013 він дебютував у складі «лавин».
11 липня 2013, як вільний агент Палушай перейшов до «Кароліна Гаррікейнс» але більшу частину контракту відіграв в АХЛ за «Шарлотт Чекерс».
15 вересня 2014, як вільний агент Аарон уклав однорічну угоду з клубом КХЛ «Медвещак» (Загреб). 21 листопада 2014 уклав поліпшений контракт з клубом «Автомобіліст».
21 травня 2015 Палушай уклав однорічну угоду з клубом НХЛ «Філадельфія Флаєрс» але знову сезон відіграв за фарм-клуб «Ліхай Веллі Фантомс».
22 вересня 2016, як вільний агент уклав контракт з «Колумбус Блю-Джекетс» але як і в попередні роки виступав за фарм-клуб «Клівленд Монстерс», а згодом повернувся до КХЛ «Динамо» (Мінськ).
14 червня 2017 переходить до шведського клубу «Брюнес» згодом до іншої шведської команди «Еребру».
З 2020 по 2021 грав за клуб НЛА «Давос».
Був гравцем молодіжної збірної США, у складі якої брав участь у 6 іграх. У складі національної збірної США виступав на чемпіонаті світу 2013 року.

## Статистика

### Клубні виступи
| Сезон        | Клуб                  | Ліга         | Регулярний сезон | Регулярний сезон | Регулярний сезон | Регулярний сезон | Регулярний сезон | Плей-оф | Плей-оф | Плей-оф | Плей-оф | Плей-оф |
| Сезон        | Клуб                  | Ліга         | І                | Г                | П                | О                | ШХ               | І       | Г       | П       | О       | ШХ      |
| ------------ | --------------------- | ------------ | ---------------- | ---------------- | ---------------- | ---------------- | ---------------- | ------- | ------- | ------- | ------- | ------- |
| 2005–06      | «Де-Мойн Баккенірс»   | ХЛСШ         | 58               | 10               | 23               | 33               | 53               | 11      | 2       | 4       | 6       | 15      |
| 2006–07      | «Де-Мойн Баккенірс»   | ХЛСШ         | 56               | 22               | 45               | 67               | 62               | 8       | 6       | 5       | 11      | 6       |
| 2007–08      | Університет Мічигану  | НКАА         | 43               | 10               | 34               | 44               | 22               | —       | —       | —       | —       | —       |
| 2008–09      | Університет Мічигану  | НКАА         | 39               | 13               | 37               | 50               | 26               | —       | —       | —       | —       | —       |
| 2008–09      | «Пеорія Рівермен»     | АХЛ          | 4                | 2                | 0                | 2                | 4                | 4       | 0       | 1       | 1       | 2       |
| 2009–10      | «Пеорія Рівермен»     | АХЛ          | 44               | 5                | 17               | 22               | 22               | —       | —       | —       | —       | —       |
| 2009–10      | «Гамільтон Булдогс»   | АХЛ          | 18               | 3                | 7                | 10               | 8                | 19      | 2       | 10      | 12      | 28      |
| 2010–11      | «Гамільтон Булдогс»   | АХЛ          | 68               | 22               | 35               | 57               | 42               | 19      | 7       | 12      | 19      | 14      |
| 2010–11      | «Монреаль Канадієнс»  | НХЛ          | 3                | 0                | 0                | 0                | 2                | —       | —       | —       | —       | —       |
| 2011–12      | «Гамільтон Булдогс»   | АХЛ          | 35               | 15               | 20               | 35               | 35               | —       | —       | —       | —       | —       |
| 2011–12      | «Монреаль Канадієнс»  | НХЛ          | 38               | 1                | 4                | 5                | 8                | —       | —       | —       | —       | —       |
| 2012–13      | «Гамільтон Булдогс»   | АХЛ          | 21               | 7                | 3                | 10               | 18               | —       | —       | —       | —       | —       |
| 2012–13      | «Колорадо Аваланч»    | НХЛ          | 25               | 2                | 7                | 9                | 8                | —       | —       | —       | —       | —       |
| 2013–14      | «Шарлотт Чекерс»      | АХЛ          | 68               | 22               | 36               | 58               | 80               | —       | —       | —       | —       | —       |
| 2013–14      | «Кароліна Гаррікейнс» | НХЛ          | 2                | 0                | 0                | 0                | 0                | —       | —       | —       | —       | —       |
| 2014–15      | «Медвещак» (Загреб)   | КХЛ          | 25               | 3                | 9                | 12               | 26               | —       | —       | —       | —       | —       |
| 2014–15      | «Автомобіліст»        | КХЛ          | 28               | 4                | 5                | 9                | 22               | 5       | 0       | 0       | 0       | 0       |
| 2015–16      | «Ліхай Веллі Фантомс» | АХЛ          | 57               | 11               | 17               | 28               | 44               | —       | —       | —       | —       | —       |
| 2016–17      | «Клівленд Монстерс»   | АХЛ          | 28               | 3                | 9                | 12               | 24               | —       | —       | —       | —       | —       |
| 2016–17      | «Динамо» (Мінськ)     | КХЛ          | 18               | 8                | 4                | 12               | 14               | 2       | 0       | 0       | 0       | 0       |
| 2017–18      | «Брюнес»              | ШХЛ          | 51               | 19               | 26               | 45               | 42               | 6       | 1       | 4       | 5       | 6       |
| 2018–19      | «Еребру»              | ШХЛ          | 31               | 12               | 16               | 28               | 54               | —       | —       | —       | —       | —       |
| 2019–20      | «Давос»               | НЛА          | 40               | 20               | 15               | 35               | 26               | —       | —       | —       | —       | —       |
| 2020–21      | «Давос»               | НЛА          | 38               | 12               | 18               | 30               | 22               | 2       | 1       | 1       | 2       | 0       |
| Усього в НХЛ | Усього в НХЛ          | Усього в НХЛ | 68               | 3                | 11               | 14               | 18               | —       | —       | —       | —       | —       |

### Збірна
| Рік                | Команда            | Турнір             | Місце              | І | Г | П | О | ШХ |
| ------------------ | ------------------ | ------------------ | ------------------ | - | - | - | - | -- |
| 2009               | США                | МЧС                | 5-е                | 6 | 2 | 3 | 5 | 10 |
| 2013               | США                | ЧС                 | 3                  | 9 | 1 | 1 | 2 | 12 |
| Молодіжна збірна   | Молодіжна збірна   | Молодіжна збірна   | Молодіжна збірна   | 6 | 2 | 3 | 5 | 10 |
| Національна збірна | Національна збірна | Національна збірна | Національна збірна | 9 | 1 | 1 | 2 | 12 |